# Kvarteret Venus (roman)
Kvarteret Venus är en roman av Erik Asklund utgiven 1957. Det är en fristående och avslutande del av den självbiografiska sviten om Manne.

## Handling
Manne Alm är i slutet av sina tonår och lämnar sitt barndomshem i en trångbodd lägenhet på Södermalm och flyttar till Gamla stan. Han dras in i kretsarna kring Clarté och får författarvänner. Han blir arbetslös och börjar skriva dikter och artiklar som publiceras i olika tidningar. Parallellt med detta rymmer romanen också kärlekshistorier och skildringar av senare försvunna Stockholmsmiljöer.

## Mottagande
- "Bitter nöd blev leende dikt. Efter Bellman har ingen så suveränt hanterat den palett av smuts och skönhet, som göms på Södermalm och Gamla stan" – Victor Svanberg i Stockholmstidningen
- "I sin kombination av kärleksroman, självbiografi och miljöskildring har 'Kvarteret Venus' få motsvarigheter." – Stig Carlson i Morgon-Tidningen